# Steuer gegen Armut
Das Konzept einer Steuer gegen Armut verfolgt zwei Ziele:
1. die Erhebung einer Finanztransaktionssteuer, die über die von James Tobin 1972 vorgeschlagene Devisentransaktionssteuer hinausgeht und alle spekulationsrelevanten Finanztransaktionen (z. B. auch auf den Handel mit Aktien, Rohstoffen, Lebensmitteln und vor allem Derivaten) einbezieht,
2. die Verwendung der Einnahmen aus dieser Steuer für die Bekämpfung nationaler und internationaler Armut sowie den Schutz von Klima und Umwelt.

Für die Einführung einer solchen Steuer engagiert sich seit Ende 2009 eine ständig wachsende, nationale und internationale zivilgesellschaftliche Bewegung.

## Hintergrund
Das Konzept der „Steuer gegen Armut“ greift zurück auf Arbeiten von John Maynard Keynes, James Tobin, Paul-Bernd Spahn, Stephan Schulmeister (Österreichisches Institut für Wirtschaftsforschung) sowie die langjährigen Bemühungen von attac.
Die Steuer auf Finanztransaktionen erfasst den Kauf und Verkauf von Finanzprodukten durch einen Steuersatz, dessen Höhe zwischen 0,1 und 0,01 % liegen soll. Dadurch, dass jeder Kauf und Verkauf besteuert wird, wird vor allem computergesteuerte Hochgeschwindigkeitsspekulation (algorithmischer Handel) finanziell belastet, durch den in Nanosekundengeschwindigkeit viele Milliarden US$ jeden Tag umgesetzt werden. Kleinanleger und Investoren in die Realwirtschaft hingegen, die Vermögenswerte tendenziell behalten und nicht dauernd damit handeln, werden durch diese Steuer kaum belastet. Durch die Verteuerung von Hochgeschwindigkeits-Spekulation wird eine Lenkungswirkung erhofft, die unnötige oder gar schädliche Spekulation sowie die Volatilität der Finanzmärkte verringern soll. Natürlich werden auch gegenteilige Ansichten vertreten, vor allem durch Finanzmarktakteure, die z. B. eine Abnahme von Liquidität oder die Abwanderung von Institutionen in Gebiete der Erde befürchten, in denen diese Steuer nicht erhoben wird.
Die seit Beginn der Kampagne forcierte Diskussion zwischen Befürwortern und Gegnern der Finanztransaktionssteuer zeigt zunehmend, dass sie in einer Sackgasse steckt und auch neue Gutachten keine neuen Erkenntnisse mehr für die eine oder andere Seite erbringen. Ein Nachteil dabei ist, dass es für diese Art von Steuer bislang keinen Präzedenzfall gibt. Vorläufermodelle berücksichtigten nur Teilaspekte dessen, was hier mit einer umfassenden Besteuerung aller Finanztransaktionen gefordert wird, darüber hinaus waren diese Vorläufermodelle teils erfolgreich („stamp duty“ in Großbritannien) oder erfolglos (Schweden). Entsprechend gibt es bislang keinen zufriedenstellenden „Praxistest“, der den theoretischen Stillstand zwischen beiden Lagern durch Belege für die eine oder andere Seite erbringen könnte.
Anhänger einer „Steuer gegen Armut“ geben sich sodann mit der Einführung einer ‚bloßen‘ Finanztransaktionssteuer nicht zufrieden, sondern fordern zugleich eine zweckbestimmte Verwendung der Mittel für Armutsbekämpfung und Umweltschutz. Sie begründen dies zunächst damit, dass die Einführung dieser Steuer eine ungerechtfertigte Privilegierung des Finanzsektors beenden würde. Jahrzehntelang waren Aktivitäten und Produkte des Finanzsektors von einer angemessenen Besteuerung ausgenommen. Dadurch, dass Einnahmen aus dieser Steuer für die Bekämpfung von internationaler und nationaler Armut sowie den Schutz von Klima und Umwelt verwendet würden, würde dem Finanzsektor nicht nur ein Beitrag zur Bewältigung der Weltfinanzkrise abverlangt, sondern auch zur Finanzierung der Globalen Allgemeingüter und anderer dringender globaler Gemeinschaftsaufgaben. Darüber hinaus wird die Meinung vertreten, dass verstärkte Investitionen in Armutsbekämpfung, Entwicklung und Klimaschutz eine wichtige Antwort auf zentrale Herausforderungen unserer Zeit sind, z. B. nationale und internationale soziale Konflikte, illegale Migration oder Terror.
Zwar ist es so, dass es für „Steuern“ per se keine Zweckbindung geben kann (anders etwa als bei Abgaben), sondern dass alle Steuereinnahmen in den allgemeinen Staatshaushalt fließen. Dagegen wird gehalten, dass das Parlament letztbestimmend für die Verwendung von Steuermitteln ist. Ein Beispiel, wie auf diesem Weg Einnahmen aus dieser Steuer in die Armutsbekämpfung fließen könnten, ist der Entwicklungspolitische Konsens, ein fraktionsübergreifender Aufruf von Bundestagsabgeordneten den zum Stichtag 15. Mai 2011 insgesamt 346 Abgeordnete (von insgesamt 622) unterzeichnet haben: Sie fordern, dass Deutschland bis zum Jahr 2015 das vor 40 Jahren in UN-Resolution 2626 gegebene Versprechen einlösen solle, 0,7 % des Bruttonationaleinkommens für die Entwicklungspolitik zu verwenden. Um dies aber zu erreichen, müssten ab 2012 jedes Jahr 1,2 Milliarden Euro mehr in die deutsche Entwicklungshilfe fließen als derzeit geplant und möglich. Aus diesem Grund verweisen die Abgeordneten in ihrem Aufruf auf „innovative Finanzierungsinstrumente“, zu denen die Finanztransaktionssteuer gehört.

## Deutsche Kampagne „Steuer gegen Armut“
Die deutsche Kampagne „Steuer gegen Armut“ wurde von der Jesuitenmission Nürnberg initiiert und begann am 17. Oktober 2009, dem Internationalen Tag zur Beseitigung internationaler Armut, mit einem Offenen Brief an die neu gewählte Bundesregierung. Ziel war, für die ursprünglich mit der Arbeit von attac verbundene Idee eine breitere zivilgesellschaftliche Grundlage zu schaffen. Der Brief war damals unterzeichnet von 32 Organisationen und 8 Einzelpersonen. Zum 15. Mai 2011 wird die Kampagne getragen von 80 Organisationen und 14 Personen. Darunter befinden sich kirchliche und gewerkschaftliche Gruppen, Entwicklungs- und Umweltorganisationen, aber auch Banken, Bischöfe und Wissenschaftler. Die Kampagne wird zum 15. Mai 2011 koordiniert von einem Steering Committee mit Vertretern von attac, Brot für die Welt, dem DGB, Oxfam, der Deutschen Umweltstiftung, WEED, Andre Presse (Karlsruher Institut für Technologie) sowie dem Kampagnenmoderator Jörg Alt.
Am 6. November 2009 wurde eine überarbeitete Version des Offenen Briefs als Online-Petition beim Deutschen Bundestag eingereicht. Die Petition wurde innerhalb von 6 Wochen von 66.204 Bürgerinnen und Bürgern online, per Brief, Fax und Unterschriftenlisten mitgezeichnet, was den Petenten zunächst das Recht auf eine Öffentliche Anhörung im Petitionsausschuss sicherte.
Aufgrund des Petitionserfolges wurden politische Parteien auf die Kampagne und ihre Anliegen aufmerksam und brachten das Thema über Aktuelle Stunden, schriftliche und mündliche Anfragen in das Bundestagsplenum ein. Bündnis 90/Die Grünen, die Linkspartei, ÖDP und SPD sind inzwischen dem Kampagnenbündnis als Mitträger beigetreten.
Am 21. Mai 2010 erfolgte das offizielle Bekenntnis der Bundesregierung zur Finanztransaktionssteuer durch Minister Schäuble. Er befürwortete vor dem Bundestag eine möglichst umfassenden Einführung einer Finanztransaktionssteuer, entweder auf globaler Ebene (G 20) oder europäischer Ebene (EU) oder der Eurozone. Auch wenn das ursprünglich angepeilte Ziel, bereits 2012 Einnahmen aus der Finanztransaktionssteuer im Bundeshaushalt einplanen zu können, am 12. Mai 2011 fallengelassen wurde, bekräftigte die Bundesregierung zugleich ihre grundsätzliche Entschlossenheit, zumindest eine europaweite Einführung weiterhin nachhaltig betreiben zu wollen.
Im Zusammenhang mit der Arbeit der Kampagne kam es inzwischen zu vier Expertenanhörungen im Bundestag, bei denen auch Vertreter der Kampagne als Redner auftraten:
1. Die Anhörung am 17. Mai 2010 im Finanzausschuss beschäftigte sich mit praktisch-technischen Fragen der Einführung einer Finanztransaktionssteuer.[9]
2. Die Anhörung am 15. Dezember 2010 im Ausschuss für wirtschaftliche Zusammenarbeit und Entwicklung beschäftigte sich mit der Frage „Financing for Development“.[10]
3. Die Anhörung am 6. Februar 2011 im Petitionsausschuss war der Kampagnenpetition „Steuer gegen Armut“ als solcher gewidmet.[11]
4. Die Anhörung am 30. November 2011 im Finanzausschuss konzentrierte sich auf Fragen der Umsetzung in einem europäischen Rahmen.[12]

Umstritten ist nach wie vor die Verwendung der Einnahmen aus einer Finanztransaktionssteuer: Die Bundesregierung möchte sie in den Haushalt fließen lassen, die Vorstellungen der politischen Parteien diesbezüglich sind uneinheitlich.

## Vergleichbare Ansätze und Kampagnen
Im politischen Bereich kann verwiesen werden auf den französischen Präsident Nicolas Sarkozy, der im Jahr 2011 den G8- und G20-Vorsitz innehat, das EU-Parlament sowie die EU-Kommission: Diese befürworten (wiederholt) die Einführung einer globalen Finanztransaktionssteuer zur Finanzierung von Entwicklung, Armutsbekämpfung und Klimaschutz. Seit die EU-Kommission im Herbst 2011 eine Legislativinitiative zu einer Finanztransaktionssteuer vorgelegt hat, wird in Europa über die konkrete Einführung dieser Steuer verhandelt. 
Im Bereich der Zivilgesellschaft folgten dem deutschen Beispiel vergleichbare Initiativen in anderen Ländern, zunächst in Österreich, inzwischen aber auch in Frankreich, Italien, Kanada, Spanien, den USA usw. Am bekanntesten ist die am 10. Februar 2010 begonnene „Robin-Hood-Steuer“ Kampagne in Großbritannien. Die britische Kampagne brachte zudem mit Robin Hood eine bekannte, sympathisch-anschauliche Symbolfigur in die internationalen zivilgesellschaftlichen Bemühungen ein. Die Idee zog Kreise: Am 22. Juni 2011, dem Internationalen Aktionstag für eine Finanztransaktionssteuer, beteiligten sich Gruppen und Kampagnen in 35 Staaten.